# Zapotal (Nandayure)
Zapotal è un distretto della Costa Rica facente parte del cantone di Nandayure, nella provincia di Guanacaste.